# Saint-Martin-de-Ribérac
 Saint-Martin-de-Ribérac  es una población y comuna francesa, situada en la región de Aquitania, departamento de Dordoña, en el distrito de Périgueux y cantón de Ribérac.

## Demografía
| 658 | 647 | 611 | 594 | 607 | 654 |
| Para los censos de 1962 a 1999 la población legal corresponde a la población sin duplicidades (Fuente: INSEE [Consultar]) |     |     |     |     |     |